# ألفرد فريمان
ألفرد فريمان (2 أبريل 1892 - 28 أبريل 1972)  (بالإنجليزية: Alfred Freeman)‏ هو لاعب كريكت بريطاني (وحمل سابقاً جنسية المملكة المتحدة لبريطانيا العظمى وأيرلندا).